# Saitō Chiwa
Saitō Chiwa (斎藤 千和 sinh ngày 12 tháng 3 năm 1981 ở Saitama) là một seiyū người Nhật đang làm việc I'm Enterprise.
Saitō là thành viên của bộ đôi lồng tiếng "coopee", cùng với Kuwatani Natsuko. Trong phần "Divine Design" của drama CD Getbackers, cô lồng tiếng cho nhân vật chiến đấu với nhân vật do Kuwatani thủ vai. Cô cũng là thành viên của nhóm lồng tiếng "MORE PEACH SUMMER SNOW", cùng với Ikezawa Haruna, Noto Mamiko và Hirohashi Ryo. Chiwa thông báo vào ngày 29 tháng 7 năm 2013 rằng cô đã kết hôn.

## Vai lồng tiếng nổi bật

### Anime
2001
- Kokoro Library (Kokoro)

2002
- Panyo Panyo Di Gi Charat (Mermaid Princess)

2003
- Bobobo-bo Bo-bobo (Vicious Velvet the Rabbit)
- Last Exile (Lavie Head)
- Read or Die: The TV (Anita King)
- Mousou Kagaku Series Wandaba Style (Akimo Ayame)

2004
- DearS (Izumi Neneko)
- Desert Punk (Kosuna)
- Gakuen Alice (Alice Academy) (Shouda Sumire và Hijiri Yōichi)
- Maria-sama ga Miteru (Yamaguchi Mami)
- Maria-sama ga Miteru: Printemps (Yamaguchi Mami)
- Midori Days (young Seiji Sawamura)
- Petopeto-san (Chie Ōhashi)
- Samurai 7 (Komachi Mikumari)
- Keroro Gunso (Natsumi Hinata)
- Tsukuyomi -Moon Phase- (Hazuki)
- Uta∽Kata (Yuka, tập 4)
- One Piece (Chimney, Boa Sandersonia)

2005
- ARIA The ANIMATION (Aika S. Granzchesta)
- Ginban Kaleidoscope (Yōko Sakurano)
- Gokujou Seitokai (Kaori Izumi)
- Gun X Sword (Melissa)
- Hell Girl (Haruka Yasuda (tập 6))
- Kamichu (Tama)
- Pani Poni Dash! (Rebecca Miyamoto)
- Petopeto-san (Chie Oohashi)
- The Law of Ueki (Tenko (chibi))
- Zettai Shōnen (Miku Miyama)

2006
- ARIA The NATURAL (Aika S. Granzchesta)
- Blood+ (Lulu (tập 21))
- Brave Story: New Traveler (Meena)
- Chocotto Sister (Eriko Odawara)
- Demashita! Powerpuff Girls Z (Kuriko Akatsutsumi)
- Kirarin Revolution (Aoi Kirisawa)
- Makai Senki Disgaea (Jennifer)
- Negima!? (Anya and Motsu)
- Nishi no Yoki Majo - Astraea Testament (Adel Roland)
- Shinigami no Ballad: momo the girl god of death (Mai Makihara, eps. 1, 3, and 5)
- Strawberry Panic! (Chiyo Tsukidate)
- Wan Wan Serebu Soreyuke! Tetsunoshin (Meg)
- Yoshinaga-san Chi no Gargoyle (Futaba Yoshinaga)

2007
- Baccano! (Carol)
- Magical Girl Lyrical Nanoha StrikerS (Subaru Nakajima, Nove and Quattro)
- Mobile Suit Gundam 00 (Louise Halevy)
- Mokke (Kazama)
- Romeo × Juliet (Regan)
- Shining Tears X Wind (Mao, Houmei)
- Zombie-Loan (Yuuta)

2008
- Allison & Lillia (Merielle)
- ARIA the ORIGINATION (Aika S. Granzchesta)
- Bamboo Blade (Shinobu Toyama)
- Kanokon (Akane Asahina)
- Kemeko Deluxe! (Kemeko)
- Linebarrels of Iron (Rachel Calvin)
- Mobile Suit Gundam 00 Season 2 (Louise Halevy)
- Rosario + Vampire Capu2 (Kokoa Shuzen)
- Soul Eater (Kim Diehl)
- Strike Witches (Francesca Lucchini)[2]
- Zoku Sayonara Zetsubou Sensei (Otonashi Meru, tập 6)

2009
- 07-GHOST (Kuroyuri)
- Bakemonogatari (Hitagi Senjōgahara)[3]
- Kobato. (Kohaku)
- Maria-sama ga Miteru 4th Season (Mami Yamaguchi)
- Sasameki Koto (Miyako Taema)

2010
- Arakawa Under the Bridge (Stella)
- Dance in the Vampire Bund (Yuki Saegusa)[4]
- Hanamaru Kindergarten (Mayumi Yamamoto)[5]
- Strike Witches 2 (Francesca Lucchini)[6]
- Mitsudomoe (Miku Sugisaki)
- Broken Blade (Sigyn Erster)

2011
- Astarotte no Omocha! (Ingrid Sorveig Sorgríms)
- C³ (Shiraho Sakuramairi)
- Gintama' (Kuriko Matsudaira)
- Horizon on the Middle of Nowhere (Kimi Aoi)
- Mitsudomoe Zōryōchū! (Miku Sugisaki)
- Puella Magi Madoka Magica (Homura Akemi)
- Phi Brain: Puzzle of God (Kaito Daimon (young), Maze)
- Tamagotchi! (Moriritchi)

2012
- Daily Lives of High School Boys (Ikushima)
- Horizon on the Middle of Nowhere II (Kimi Aoi)
- Kuroko's Basketball (Riko Aida)
- Nisemonogatari (Hitagi Senjōgahara)[3]
- Saki Achiga-hen tập of side A (Awai Ōhoshi)
- Sword Art Online (Alicia)
- YuruYuri♪♪ (Nadeshiko Ohmuro)

2013
- Blood Lad (Mamejirou)
- Danganronpa: The Animation (Aoi Asahina)
- Inu to Hasami wa Tsukaiyou (Sachi Moribe)
- IS (Infinite Stratos) (Tatenashi Sarashiki)
- Kyousougiga (Professor Shoko, Yakushimaru (young))
- Kuroko's Basketball 2 (Riko Aida)
- Maoyu (Chief Maid)[7]
- Monogatari Second Season (Hitagi Senjōgahara)[3]
- Photo Kano (Nonoka Masaki)
- Problem Children are Coming from Another World, aren't they? (Pest)
- Sasami-san@Ganbaranai (Tsurugi Yagami)[8]
- Stella Women’s Academy, High School Division Class C³ (Honoka Mutsu)
- Tamagotchi! Miracle Friends (Miraitchi)

2014
- Broken Blade (Sigyn Erster)
- D-Frag! (Chitose Karasuyama)
- Fate/kaleid liner Prisma Illya (Kuroe von Einzbern)
- Hitsugi no Chaika (Fredrica)
- The Irregular at Magic High School (Maya Yotsuba)
- Log Horizon (Nureha)
- Maken-ki! Two (Takeru Oyama (Takeko Oyama))
- Nobunagun (Geronimo)
- No-Rin (Natsumi Bekki)
- Saki: The Nationals (Awai Ōhoshi)
- Seitokai Yakuindomo * (Uomi)
- Soul Eater Not! (Kim Diehl)

### OVA
- Canary (2002, Hoshino Mai)
- Dai Mahō-Tōge (2002, Paya-tan)
- Pinky:st (2006, Mei)
- Maria-sama ga Miteru OVA (2006, Mami Yamaguchi)
- Strike Witches OVA (2007, Francesca Lucchini)
- Murder Princess (2007, Ana and Yuna)
- ARIA The OVA ~ARIETTA~ (2007, Aika S. Granzchesta)
- Mahō Sensei Negima! ~Shiroki Tsubasa Ala Alba~ (2008, Anya)
- Book Girl Memoir (2010, young Inoue Konoha)
- Fate/prototype (2011, Reiroukan Misaya)

### ONA
- Double Circle (2013, Nanoha)

### Drama CD
- Nishi no Yoki Majo - Astraea Testament (, Adel Roland)
- Saint Seiya Episode.G (2007, Lithos Chrysalis)
- Shitateya Koubou ~Artelier Collection (, Uuf)
- Tokyo*Innocent (, Yuzu)
- GetBackers "TARGET B" (2003, Rena Sendo)
- GetBackers "TARGET G" (2003, Rena Sendo)
- Lucky Star (2005, Yui Narumi)
- Gosick (Victorica de Blois)
- Wild Life (manga) (Inu)
- Fate/Kaleid liner Prisma Illya 2wei (2011, Kuro)
- Akatsuki no Yona (2012, Yona)

### Game
- White Princess the Second (Rena)
- Bleach: Heat the Soul 5 (Senna)
- Bleach: Heat the Soul 6 (Senna)
- Brave Story: New Traveler(Meena)
- Danganronpa: Academy of Hope and High School Students of Despair (2010, Aoi Asahina)
- Disgaea: Hour of Darkness (2003, Jennifer)
- Kunoichi (2003, Hisui)
- Lucky Star Moe Drill (2005, Yui Narumi)
- Persona 3FES (2006, Metis)
- Luminous Arc (2007, Mel)
- Soul Nomad & the World Eaters (2007, Danette)
- Magician's Academy (2007, Tanarotte)
- Trusty Bell: Chopin no Yume (2007, March)
- Makai Senki Disgaea 3: Absence of Justice (2008, Raspberyl and Asagi)
- ARIA the ORIGINATION ~ Aoi Hoshi no El Cielo ~ (2008, Aika S. Granzchesta)
- BlazBlue: Calamity Trigger (2008, Taokaka)
- BlazBlue: Continuum Shift (2009, Taokaka)
- Blazer Drive (2008, Tamaki)
- Tales of Vesperia (2009, Patty Fleur)
- Phantasy Star Portable 2 (2009,Emilia)
- Fate/Extra (2010, Caster)
- Castlevania: Harmony of Despair (2010, Maria Renard)
- Rewrite (2011, Kanbe Kotori)
- Rune Factory 4 (2011, Frey)
- Photo Kano (2012, Nonoka Misaki)
- Sol Trigger (2012, Fran)
- Mugen Souls (2012, Belleria)
- Houkai Gakuen 2 (2012, Raiden Mei)
- Fate/Extra CCC (2013, Caster)
- Akiba's Trip 2 (2013, Toko Sagisaka)
- Drakengard 3 (2013, Two)
- Senran Kagura Shinovi Versus (2013, Imu)
- Senran Kagura Estival Versus (2015, Imu)
- Fate/Grand Order (2015, Boudica, Chevalier D'Eon, Tamamo Cat, Tamamo no Mae)
- League of Legends (2015, Orianna)
- Genshin Impact (2020, Jean)
- Path to Nowhere (2023, Shalom)

### Phim
- Keroro Gunsō the Super Movie (2006, Natsumi Hinata)
- Brave Story (2006, Miina)
- Bleach: Memories of Nobody (2006, Senna)
- Keroro Gunso the Super Movie 2: The Deep Sea Princess (2007, Natsumi Hinata)
- Keroro Gunso the Super Movie 3: Keroro vs. Keroro Great Sky Duel (2008, Natsumi Hinata)
- Tomica Hero: Rescue Force (2008, Maaen (voice))
- Book Girl (2010, Inoue Konoha (young))
- 009 RE:CYBORG (2012, Françoise Arnoul)
- Strike Witches: The Movie (2012, Francesca Lucchini)
- Puella Magi Madoka Magica films (2012-2013, Homura Akemi)
- Aura: Maryūinkōga Saigo no Tatakai (2013, Hino)

### Lồng tiếng phim nước ngoài
- Harry Potter and the Goblet of Fire (Padma Patil)
- Harry Potter and the Order of the Phoenix (Padma Patil)
- Kid vs. Kat (Cooper "Coop" Burtonburger)
- SpongeBob SquarePants (Sandy Cheeks)
- Walking with Dinosaurs (Juniper)

### Omake
- Maria-sama ni wa naisho (2004, Mami Yamaguchi)